# 納傑日季夫卡 (錫涅利尼科沃區)
48°27′5″N 35°26′37″E / 48.45139°N 35.44361°E
納傑日季夫卡（烏克蘭語：Надеждівка），是烏克蘭的村落，位於該國中部第聶伯羅彼得羅夫斯克州，由錫涅利尼科沃區負責管轄，距離基斯良卡1.5公里，海拔高度95米，2001年人口205。